# 英国圣公会差会 (1701年建立)
英国圣公会差会 (SPG)（The United Society for the Propagation of the Gospel，USPG）原名“the Society for the Propagation of the Gospel in Foreign Parts”（SPG），直译为“海外福音传道会”，成立于1701年，是一个圣公宗传教机构。

## 历史
英国圣公会差会 (SPG)已经有300年历史。18世纪初，伦敦主教Henry Compton要求Thomas Bray牧师报告在美洲殖民地的圣公会的情形，得到的答复是只有“很小的属灵活力”以及“组织情形很差”。1701年6月16日，威廉三世下令成立“海外福音传道会”，旨在派遣牧师和教师到美洲向殖民地居民提供教会服务。1702年第一批传教士开始在北美洲工作，1703年进入西印度群岛。总之也扩展到面向“奴隶和印第安人”。美国革命时期，英国圣公会差会 (SPG)在北美有300名传教士，很快又扩展到澳大利亚、新西兰和西非。英国圣公会差会 (SPG)对于美国圣公会的形成颇为重要。
1820年，英国圣公会差会 (SPG)传教士进入印度，1821年进入南非。随后扩展到大英帝国以外，1863年进入中国，1873年进入日本。
1965年，英国圣公会差会 (SPG)与中非大学传教会（Universities' Mission to Central Africa，UMCA）合并成立“联合福音传道会（United Society for the Propagation of the Gospel，USPG）”。1968年，剑桥赴德里传教会（Cambridge Mission to Delhi，CMD）也加入进来。

## 中国差会
1863年，英国圣公会差会 (SPG)进入中国传教。第一个传教中心是首都北京。随后向华北的乡村地区扩展，进入山东泰安（1878）、平阴（1879）、直隶河间和永清（1880）。
英国圣公会差会 (SPG)在中国北方建立过两个教区。1880年成立了華北教區。1903年成立了山东教區。
1919年，华北圣公会差会在华传教士62人，在各省分布情况如下：
1. 直隶33人（其中驻北京24人）
2. 山东29人

1919年华北圣公会在华受餐信徒2079人，在各省分布情况如下：
1. 山东1275人
2. 直隶804人

1934年，英国圣公会差会 (SPG)在中国有16总堂，35支堂，西教士76人，华传道105人，受餐信徒4702人。

### 華北教區
- 主教座堂：北京南沟沿救主堂
- 传教站：北京、河间、永清、安国、
- 教堂：
- 学校：北京崇德中学、笃志女中、培华女中，
- 医院：河间圣安得烈医院，永清圣司提反医院，安国圣巴拿巴医院，大同首善医院

### 山東教區
- 主教座堂：泰安
- 传教站：泰安（1878）、平阴（1879）、威海卫、兖州、东昌（聊城）、济南
- 教堂：
- 学校：泰安育英中学，威海卫育华中学，济南齐鲁大学（合办）
- 医院：平阴广仁医院，兖州广仁医院